# Centile
Il centile (o percentile) è una misura usata in statistica per indicare il minimo valore sotto al quale ricade una data percentuale degli altri elementi sotto osservazione.

## Esempio
Un esempio pratico: poniamo in ordine crescente 100 bambini della stessa età, di cui occorre valutare la statura. La statura del cinquantesimo bambino rappresenta la mediana e viene definita come 50 percentile. Il 100 percentile invece rappresenta il valore massimo di quella campionatura. Viene definita normale una misurazione (peso, statura, circonferenza cranica, etc.) che si pone tra il 10 e il 90 percentile (altri usano tra il 3 e il 97, dipende anche dagli argomenti) di un morfogramma o tabella di misurazione. Al di sopra del 90 centile o al di sotto del 10 centile è necessario valutare con attenzione la deviazione dalla normalità.